# Martial Law – Der Karate-Cop
Martial Law – Der Karate-Cop (Originaltitel: Martial Law) ist eine US-amerikanische Krimiserie von Carlton Cuse, die zwischen 1998 und 2000 mit Sammo Hung in der Hauptrolle gedreht wurde. Gaststars waren unter anderem Taylor Dayne, Michael Dorn, Chuck Norris, Natalie Raitano, Armin Shimerman und Mario Van Peebles.

## Handlung
Sammo Law arbeitet in Shanghai als Polizeiausbilder. Zu seinen besten Schülern gehört Pei Pei, die Undercover in das Syndikat von Schwerverbrecher Lee Hei eingeschleust wurde. Als diese sich nach Los Angeles absetzt, wird Law mit deren Verfolgung beauftragt. Aus dem befristeten Aufenthalt wird schließlich eine Festanstellung und Law bleibt in den USA, ebenso wie Pei Pei.
Die Besetzung der Serie war von häufigen Wechseln der Darsteller geprägt, Tammy Lauren verließ die Serie bereits nach sechs Episoden. In Episode neun wurde Arsenio Hall als Partner von Law eingeführt. Zu Beginn der zweiten Staffel verließen Louis Mandylor und Tom Wright die Serie mit der Begründung, dass Louis Malone nach New York versetzt wurde und Captain Benjamin Winship in den Ruhestand gegangen ist. Zugleich wurde Gretchen Egolf die neue Vorgesetzte der Polizeiabteilung. Die Jagd auf Lee Hei, welche die erste Staffel durchzog, wurde zu Beginn der zweiten Staffel mit der Verkündung von dessen Tod beendet. Ein neuer Handlungsstrang beschäftigte sich mit dem verschollen geglaubten Sohn Laws, der Mitglied eines Geheimbundes sein soll.
Am Ende der zweiten Staffel kehrt Law nach China zurück.

## Besonderheiten
Zwischen Martial Law und den Serien Allein gegen die Zukunft sowie Walker, Texas Ranger kam es jeweils zu einem Crossover. Diese beiden Serien wurden in den USA aufeinander folgend gesendet.

## Auszeichnungen
- 1999: TV Guide Award Favorite New Series
- 1999: TV-Guide-Award-Nominierung Favorite Star of a New Series (Sammo Hung Kam-Bo)